# Aujourd'hui ou jamais
Pour plus de détails, voir Fiche technique et Distribution.
Aujourd'hui ou jamais est un film réalisé et écrit par Jean-Pierre Lefebvre et sorti en 1998.  Ce film constitue la dernière partie de la trilogie du réalisateur commencée avec Il ne faut pas mourir pour ça (1967), auquel avait succédé Le Vieux Pays où Rimbaud est mort dix ans plus tard.  Les trois films sont centrés sur un personnage de doux excentrique, nommé Abel, qu'incarne Marcel Sabourin.

## Synopsis
Il y a maintenant quinze ans qu'Abel, pilote amateur et propriétaire d'un petit terrain d'aviation, n'a pas volé. La veille de son anniversaire, Abel décide de remonter dans son avion, un vieux coucou des années 1930.  Mais divers événements viennent contrecarrer son projet.  Il y a d'abord des huissiers qui viennent lui annoncer que son terrain est sur le point d'être saisi.  Puis, son père, qu'il n'a pas vu depuis cinquante ans, arrive à l'improviste.  Enfin; une jeune aviatrice atterri chez lui en prétendant que son avion est défectueux.  Or, il appert assez vite que la jeune femme, qui dit s'appeler Mylène, n'est pas là par hasard.

## Fiche Technique
- Réalisation : Jean-Pierre Lefebvre
- Scénario : Jean-Pierre Lefebvre et Marcel Sabourin
- Production : Bernard Lalonde
- Sociétés de production : Les Productions Vent d'Est
- Musique : Daniel Lavoie
- Directeur de la photographie : Robert Vanherweghem
- Son : Gilles Corbeil
- Montage : Barbara Easto et Jean-Pierre Lefebvre
- Costumes : Nicole Pelletier
- Décors : Marc Fiquet
- Durée : 106 minutes
- Société de distribution : Remstar
- Date de sortie : 
  -  Canada Festival international du film de Toronto : 16 septembre 1998

## Distribution
- Marcel Sabourin: Abel Gagné
- Micheline Lanctôt: Arlette
- Claude Blanchard: Napoléon
- Jean-Pierre Ronfard: Antoine
- Julie Ménard: Mylène/Monique
- Seann Gallagher
- Sarah Mennell
- Denyse Benoît: Denyse

## Distinctions
Prix Jutra 1999
- 3 Nominations :
  - Meilleur acteur : Marcel Sabourin
  - Meilleur acteur de soutien : Claude Blanchard
  - Meilleure actrice de soutien : Micheline Lanctôt